# Mionochroma flachi
Mionochroma flachi là một loài bọ cánh cứng trong họ Cerambycidae.